# Shpongle
«Shpongle» (Шпонгл) — популярний британський електронний музичний проект, утворений в 1996 року, що відштовхуючись від трансової музики поступово сформував нову течію, що отримала назву психоделічного ембієнту (psybient). У проекті беруть участь два музиканти — Саймон Посфорд та Раджа Рам, хоча нерідко для своїх проектів музиканти запрошують різних виконавців на живих інструментах.

## Дискографія
Студійні альбоми
- Are You Shpongled? (1998)
- Tales of the Inexpressible (2001)
- Nothing Lasts… But Nothing Is Lost (2005)
- Ineffable Mysteries from Shpongleland (2009)
- Museum of Consciousness (2013)
- Codex VI (2017)
- Flux & Contemplation - Portrait of an Artist in Isolation (DJ Mix) (2020)

Ремікси і сингли
- «Divine Moments of Truth» (2000)
- «Shpongle Remixed» (2003)